# 남동대로
남동대로 (이전 명칭 : 남동로)는 인천광역시 남동구 고잔동 외암사거리에서 간석동 간석오거리역까지 연결하는 도로로, 총 연장은 9.487 km이다. 이 도로는 기점인 고잔동 외암사거리에서는 송도바이오대로와 직결된다.

## 유래
이름이 유래된 것은 간석오거리에서 남동공단까지 남동구 전체를 통과하는 도로임을 반영하여 제명되었다.

## 역사
- 2009년 11월 15일 이전 : 도로명주소 도입 이전 당시의 명칭인 남동로로 지정
- 2009년 11월 16일 : 도로명으로 남동대로를 고시

## 주요 경유지
- 남동구
  - 고잔동 - 논현동 - 남촌동 - 구월1동, 구월3동 - 구월2동 - 간석1동, 간석2동 - 간석4동

## 접촉하는 도로
- 송도바이오대로 (직결)
- 아암대로 (국도 제77호선, 국가지원지방도 제84호선, 국가지원지방도 제98호선)
- 능허대로
- 앵고개로
- 청능대로
- 은청로
- 은봉로
- 함박뫼로
- 비류대로
- 제2경인고속도로 (남동 나들목)
- 매소홀로
- 인하로
- 성말로
- 인주대로
- 구월남로
- 정각로
- 구월로
- 석산로
- 경인로 (국도 제42호선, 국도 제46호선)
- 백범로 (국도 제42호선)

## 도로 시설물
- 아암대로 : 고잔지하차도
- 간석오거리 근처 : 간석지하차도
- 교량 : 바이오산업교

## 철도 연계역
- ● 인천 도시철도 1호선 : 간석오거리역
- ● 인천 도시철도 2호선 : 석천사거리역
- ● 수도권 전철 수인·분당선 : 남동인더스파크역

## 특이 사항
16-1번 버스만 정차하고 있는 정류장인 삼천리기계 정류장에서부터 바이오산업교까지 이르는 보조 간선도로인 송도지식대로를 고가도로 형태로 가설되어 있으며, 무네미로와 수도권제1순환고속도로가 같이 병주하고 있는 송내역에서 인천대공원 사이의 구간과 유사하다.
인천지방국세청건물이 인접해있으며, 삼성디지털프라자, 기아자동차 구월 영업점 등 길병원 재단 사거리에 배치되어 있다.

## 갤러리

### 표지판 및 시설물

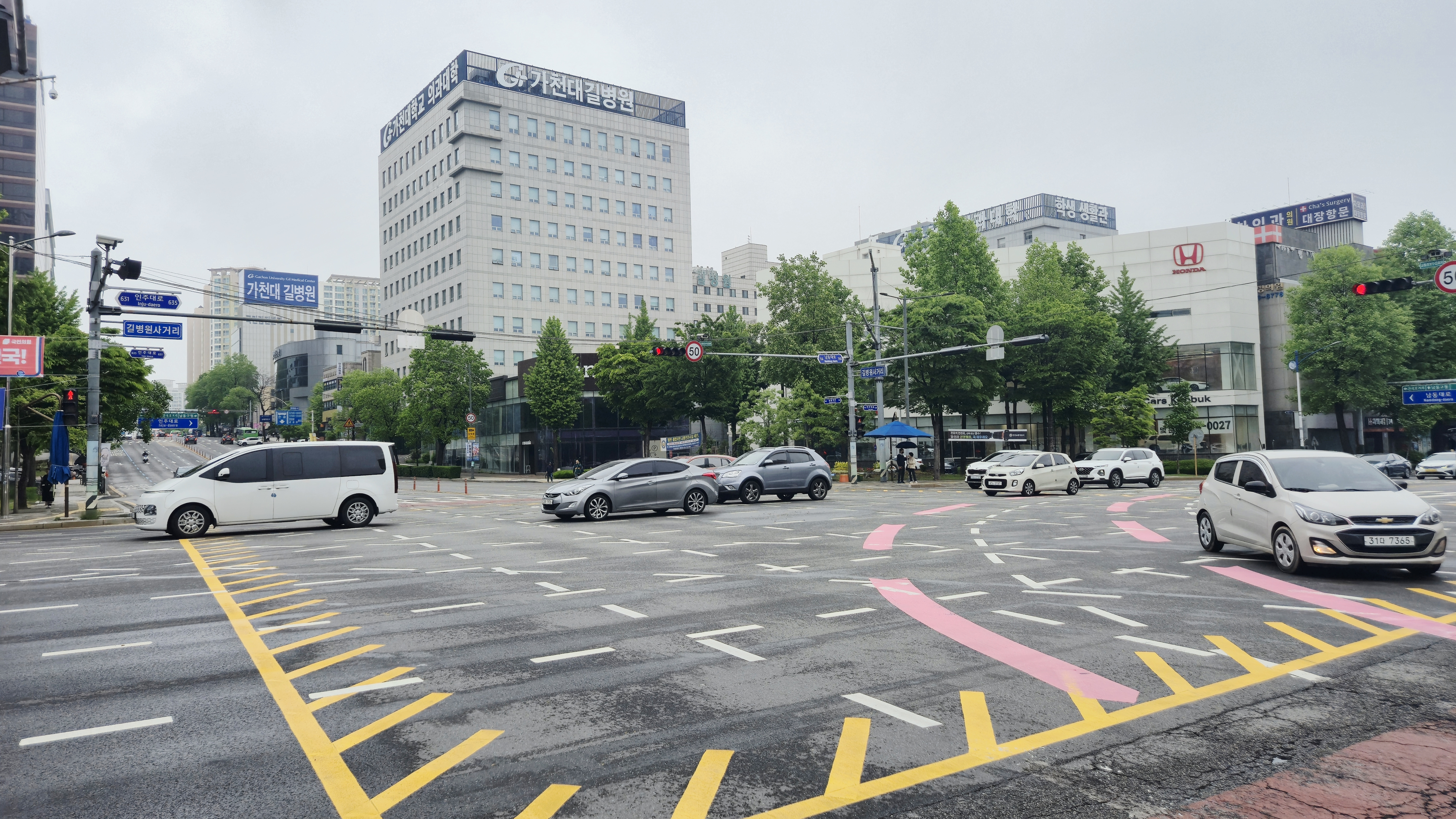
길병원사거리(2025년)
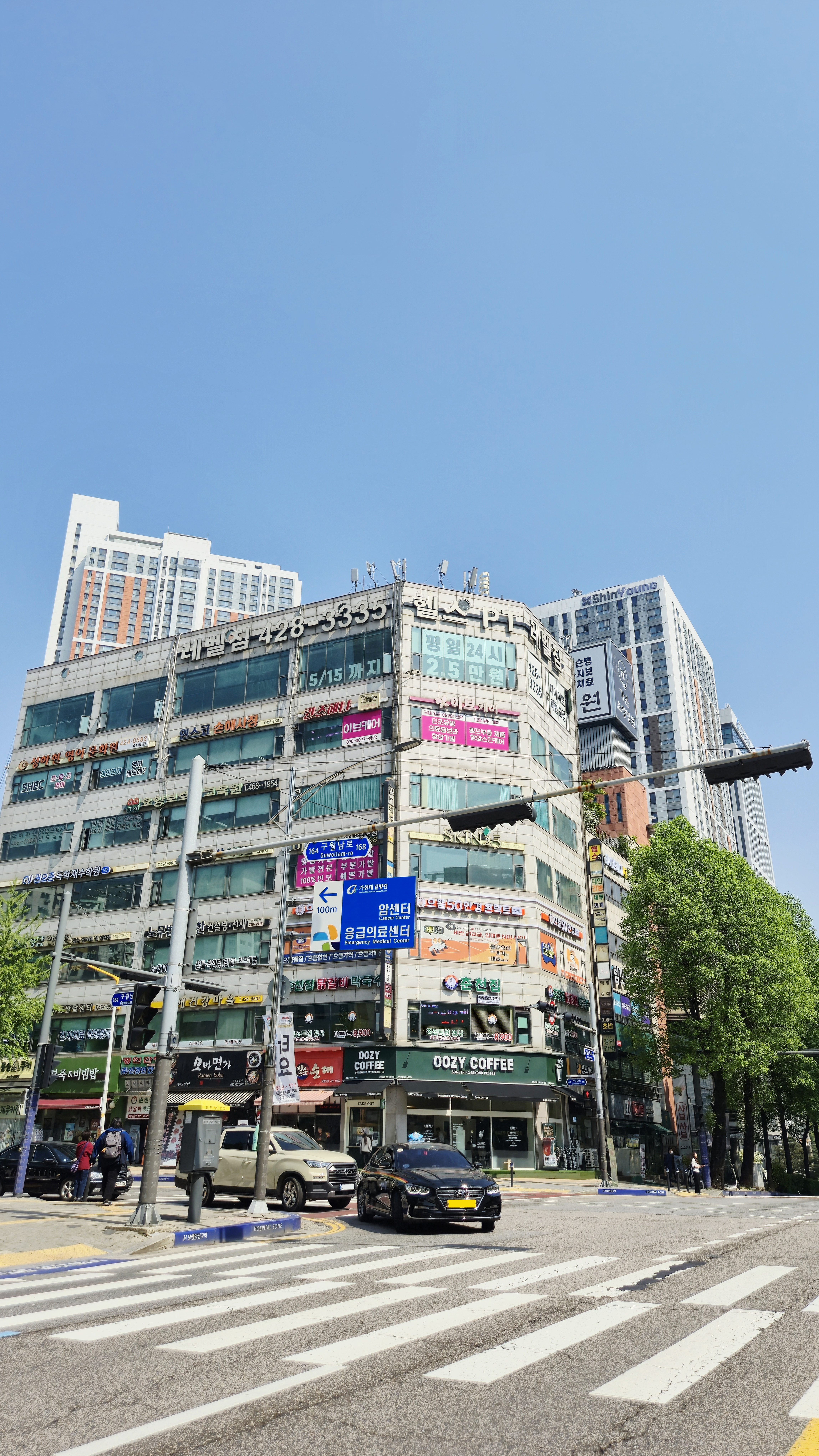
구월남로 교차점
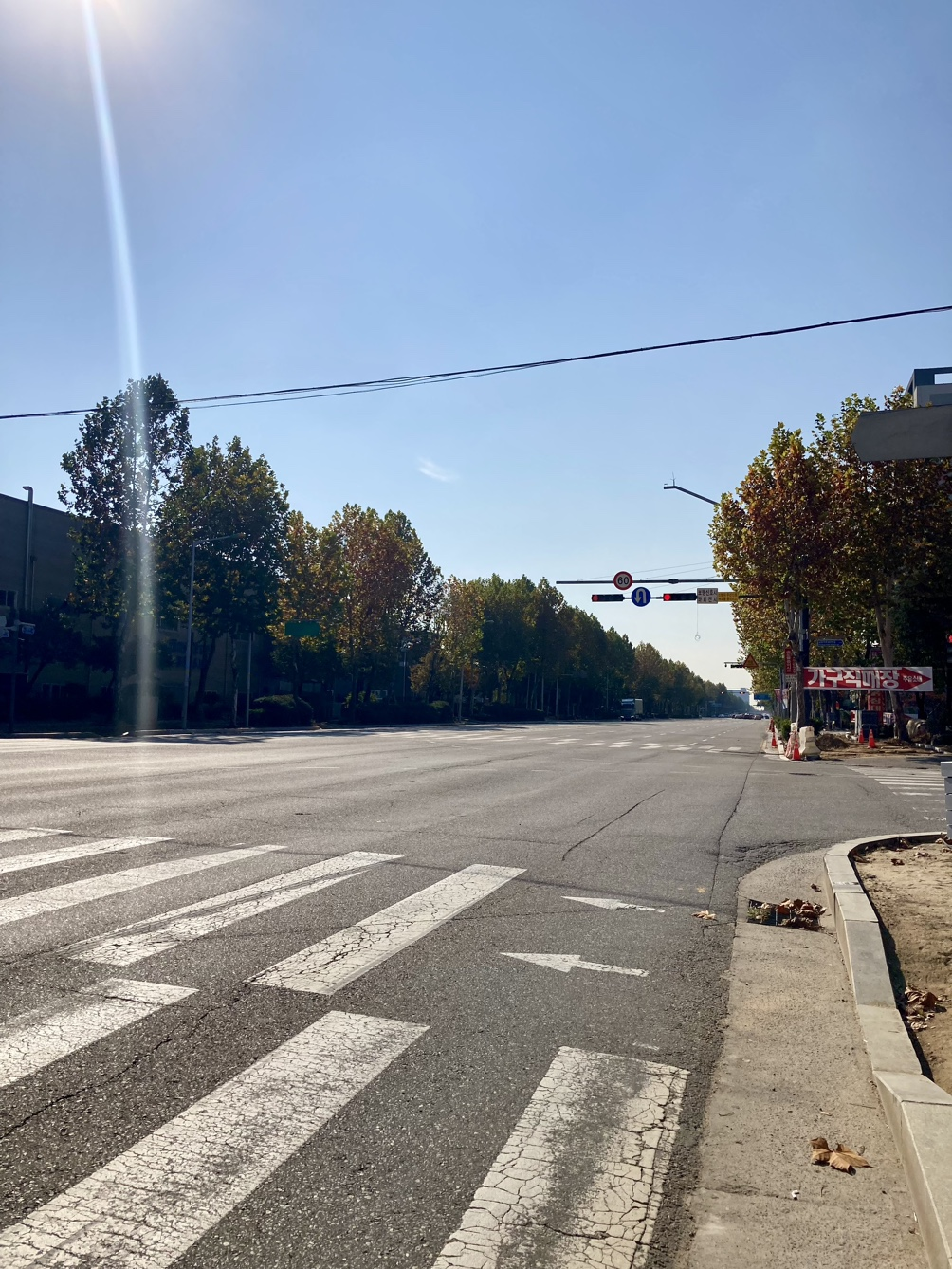
염골근린공원사거리(남동산단, 남동인더스파크)
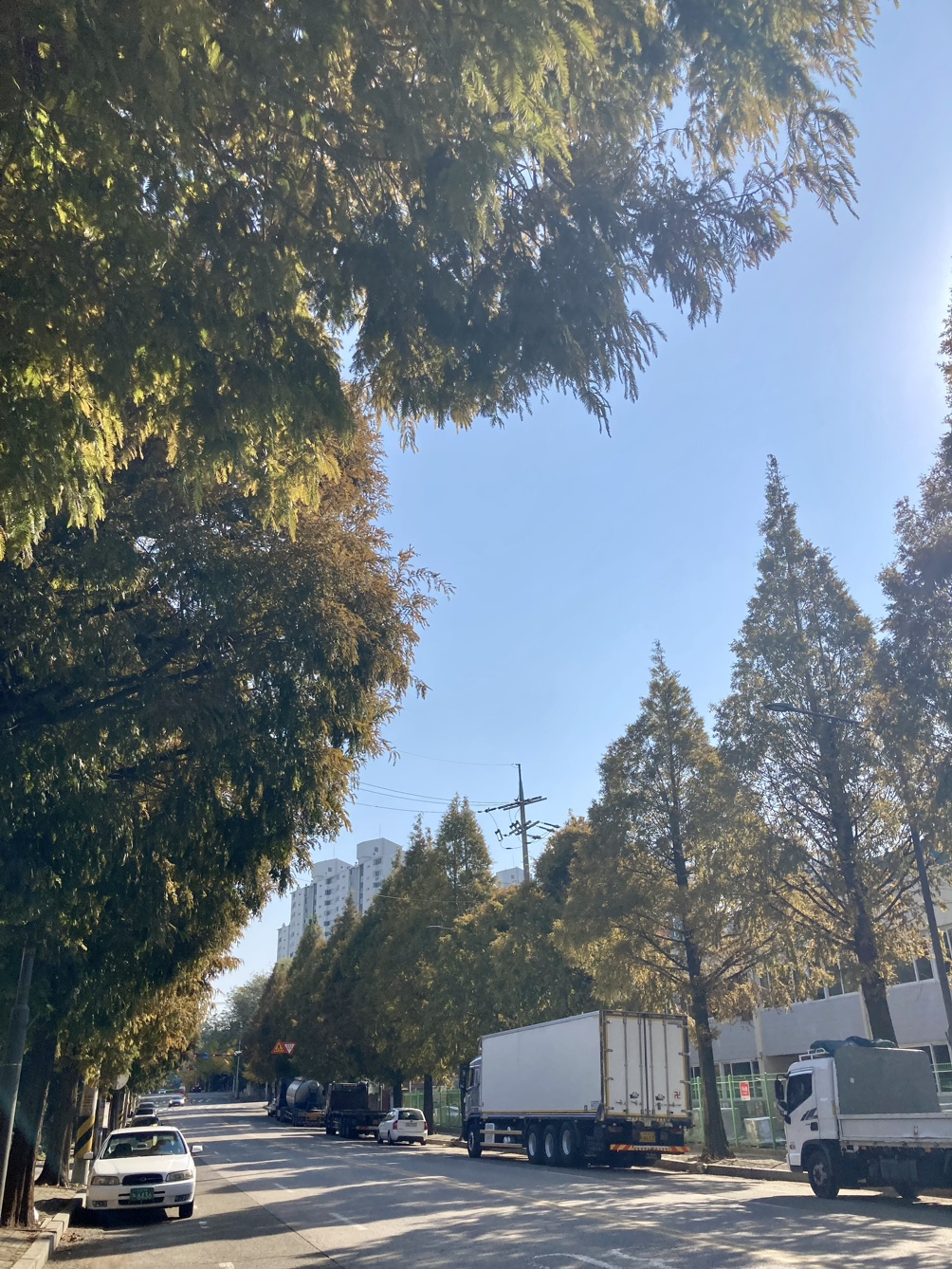
남동대로370번길(남촌동, 남동산단, 남동인더스파크)
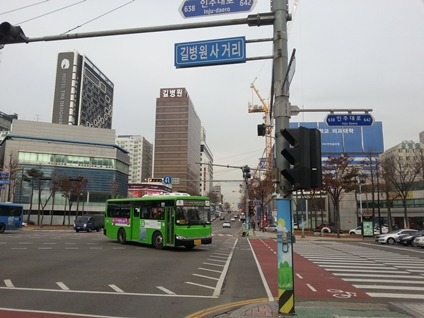
길병원사거리(2016년)
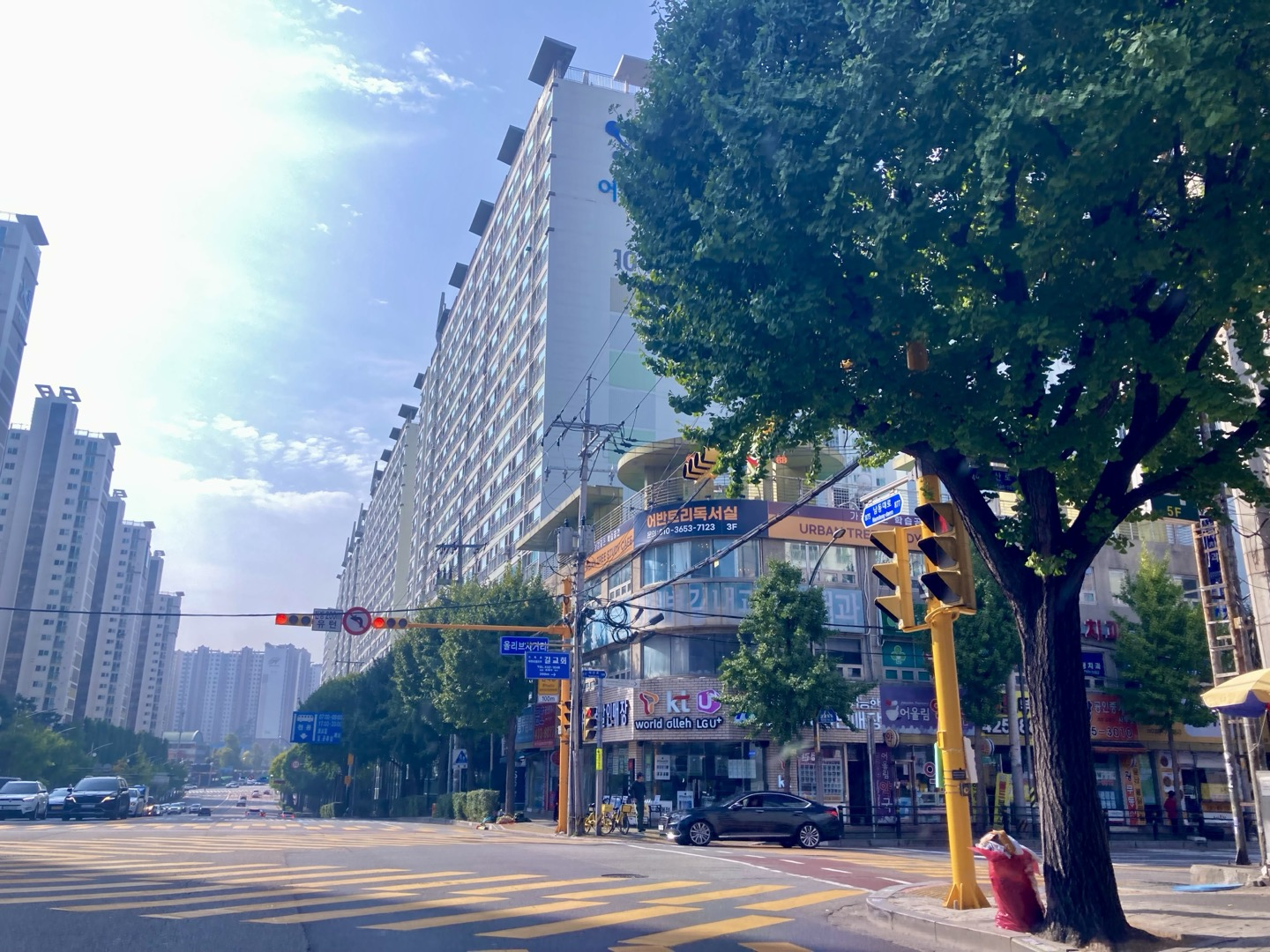
올리브사거리
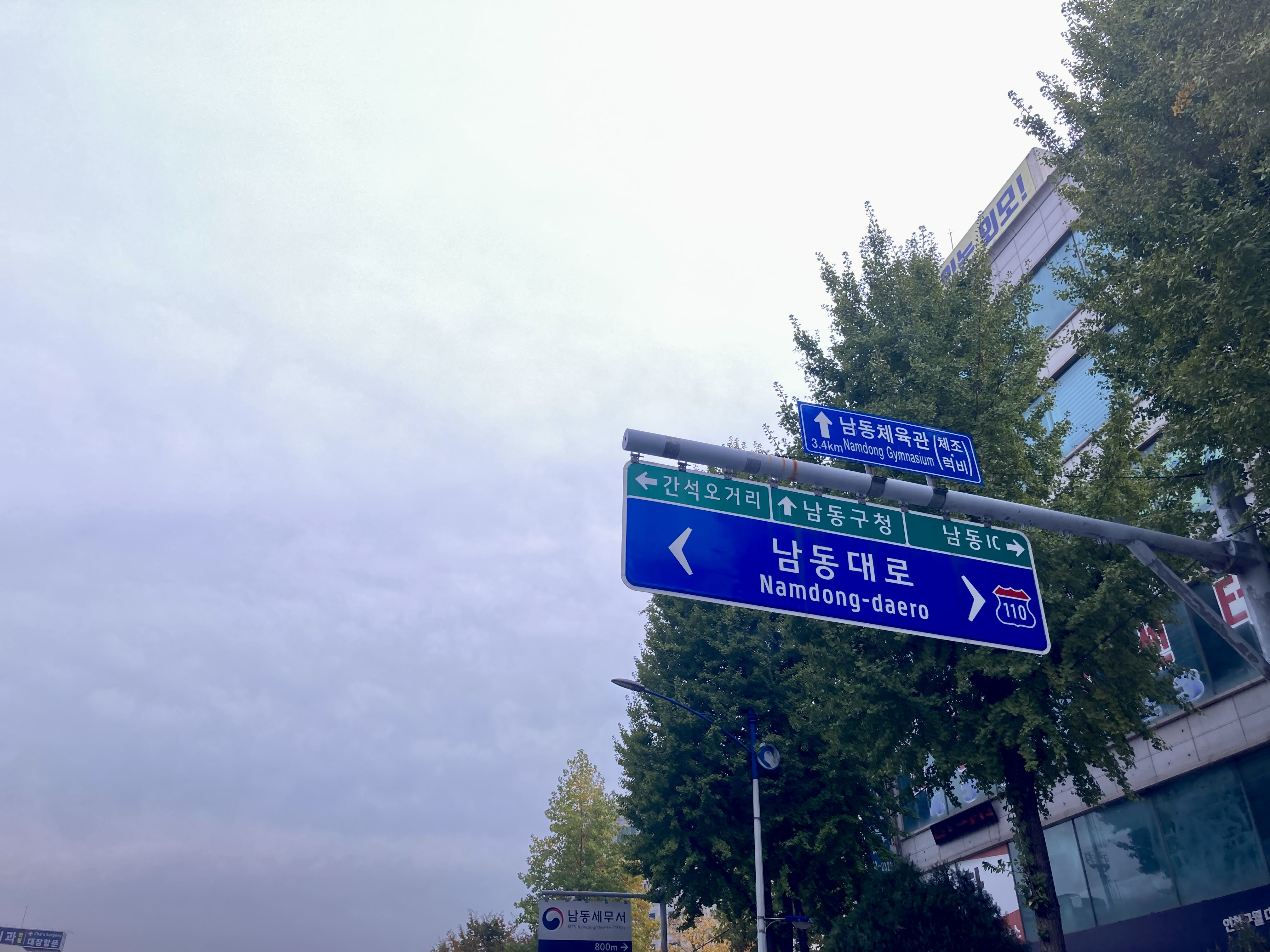
인주대로 측면(인천시청측 방향)

### 주요 건물

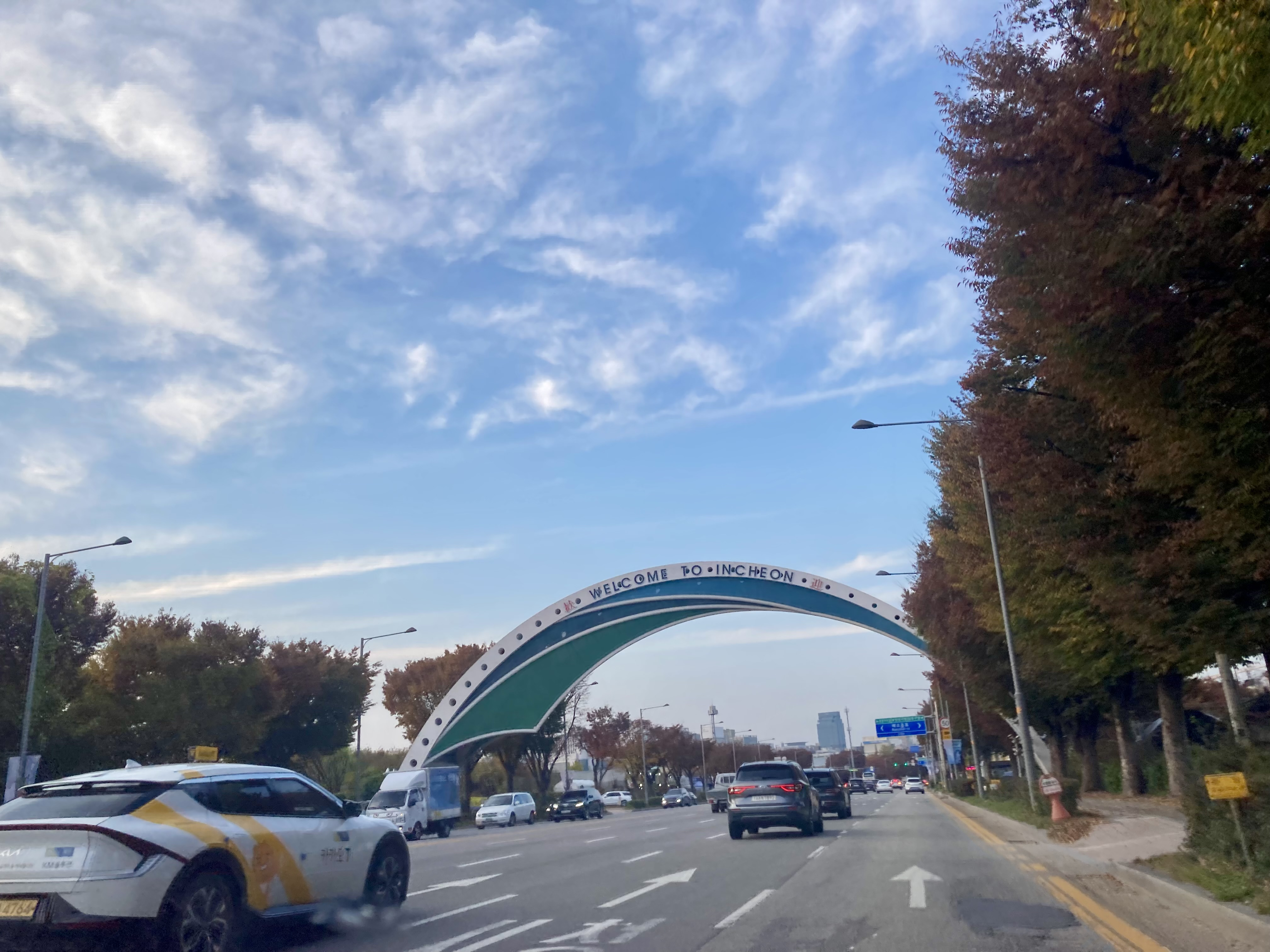
Welcome To Incheon 조형물
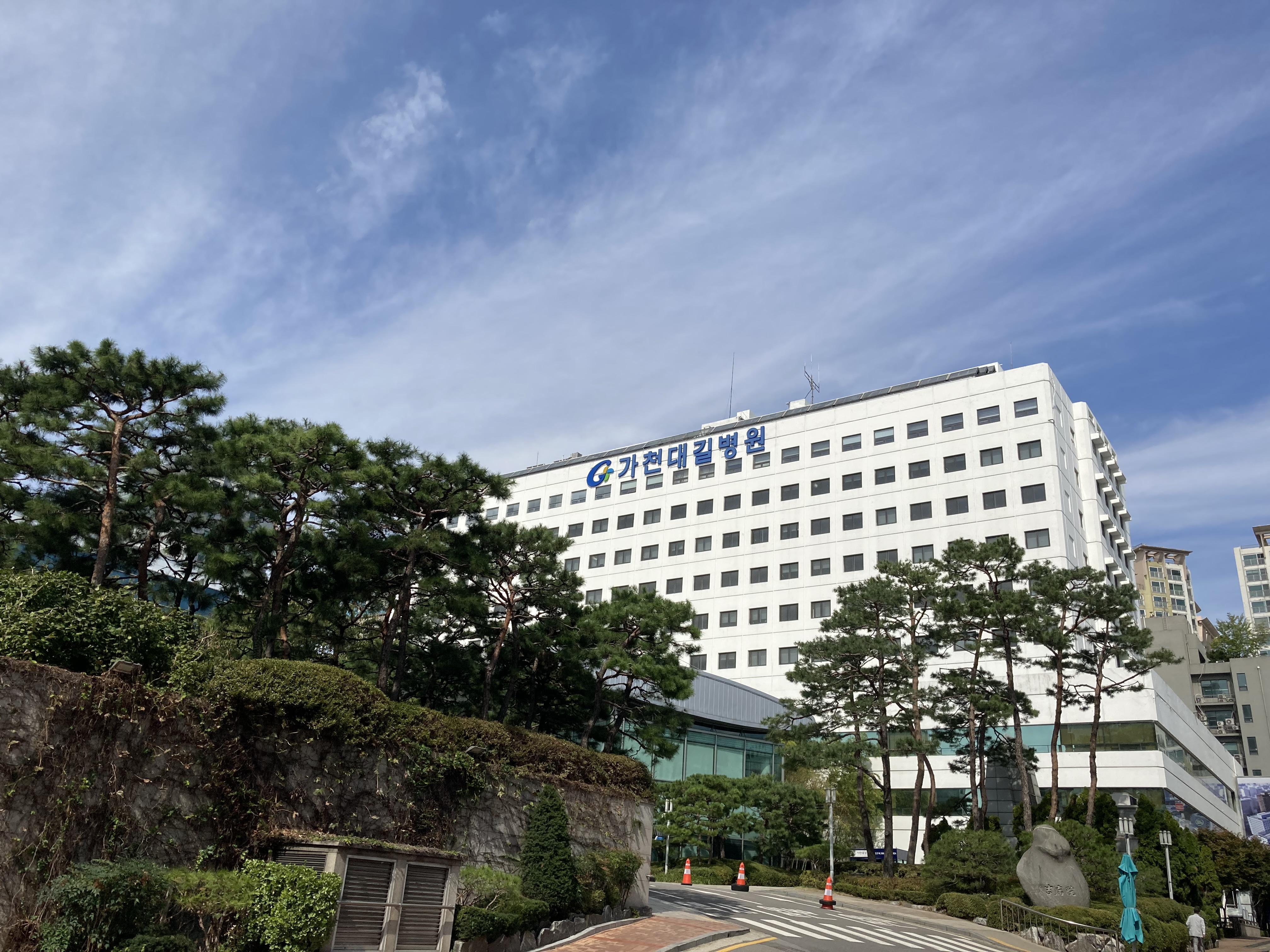
길병원
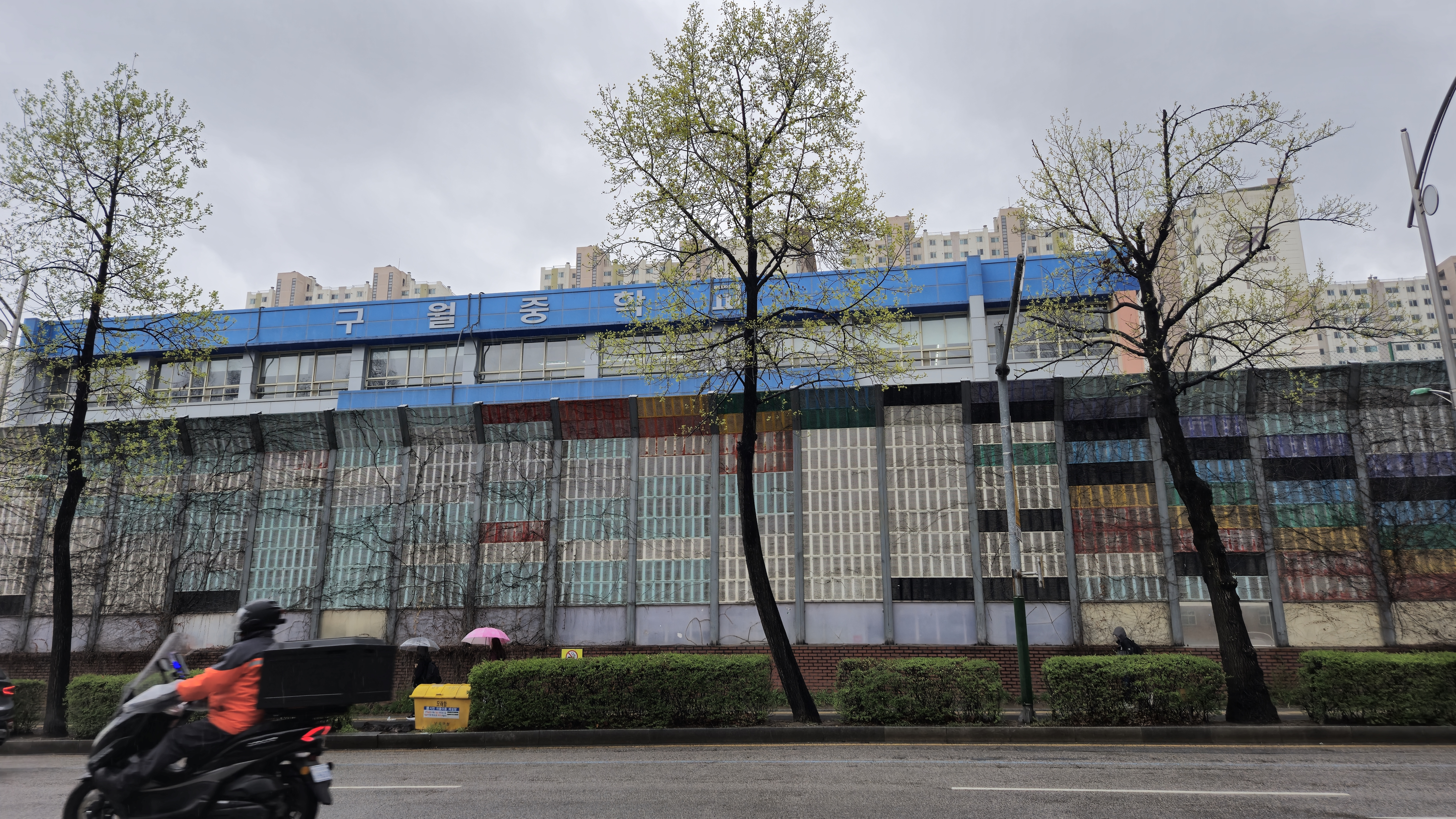
인천광역시 남동구 구월중학교
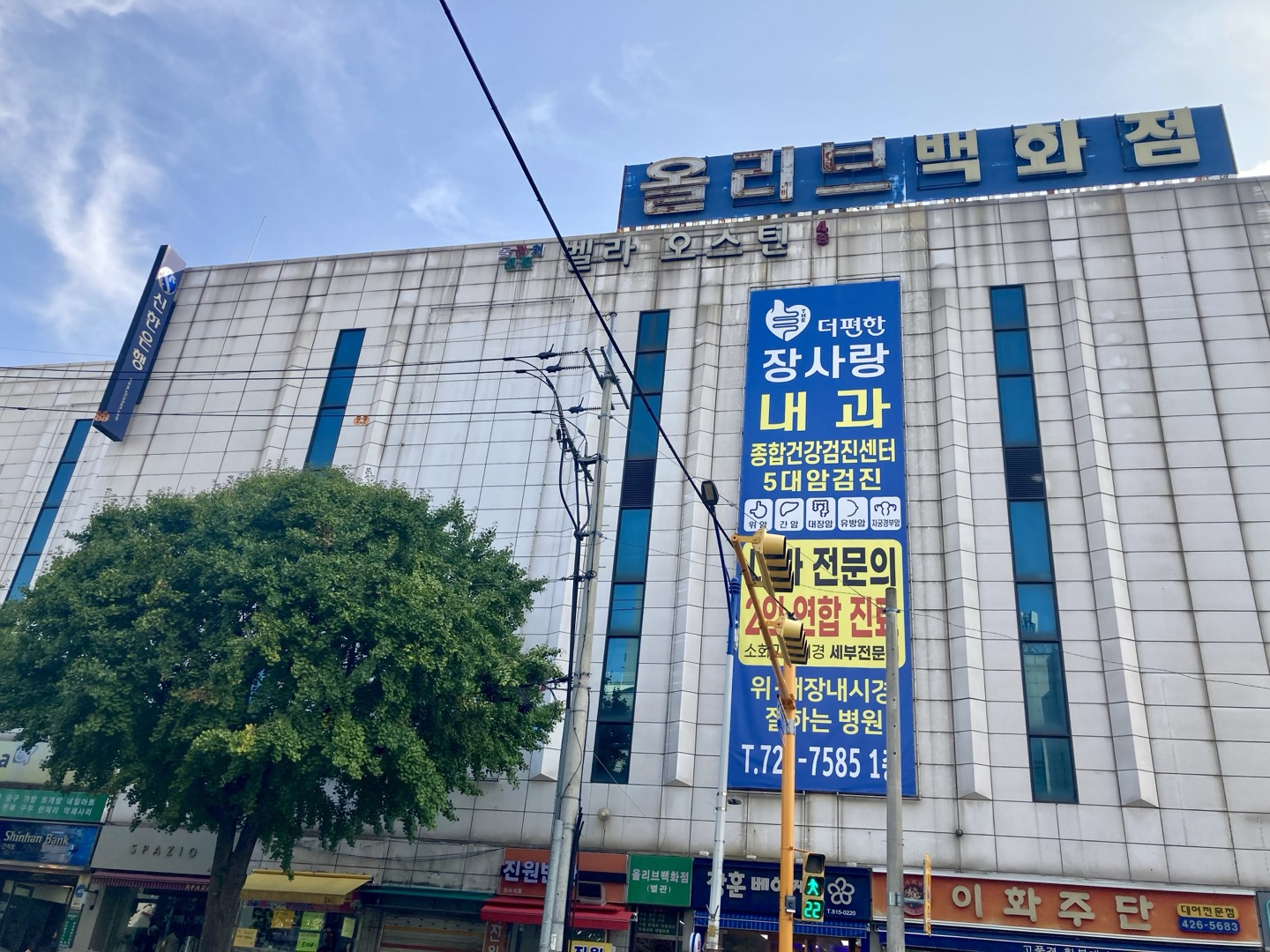
올리브백화점
가천대학교 길병원 암센터&응급진료센터(남동대로 783)
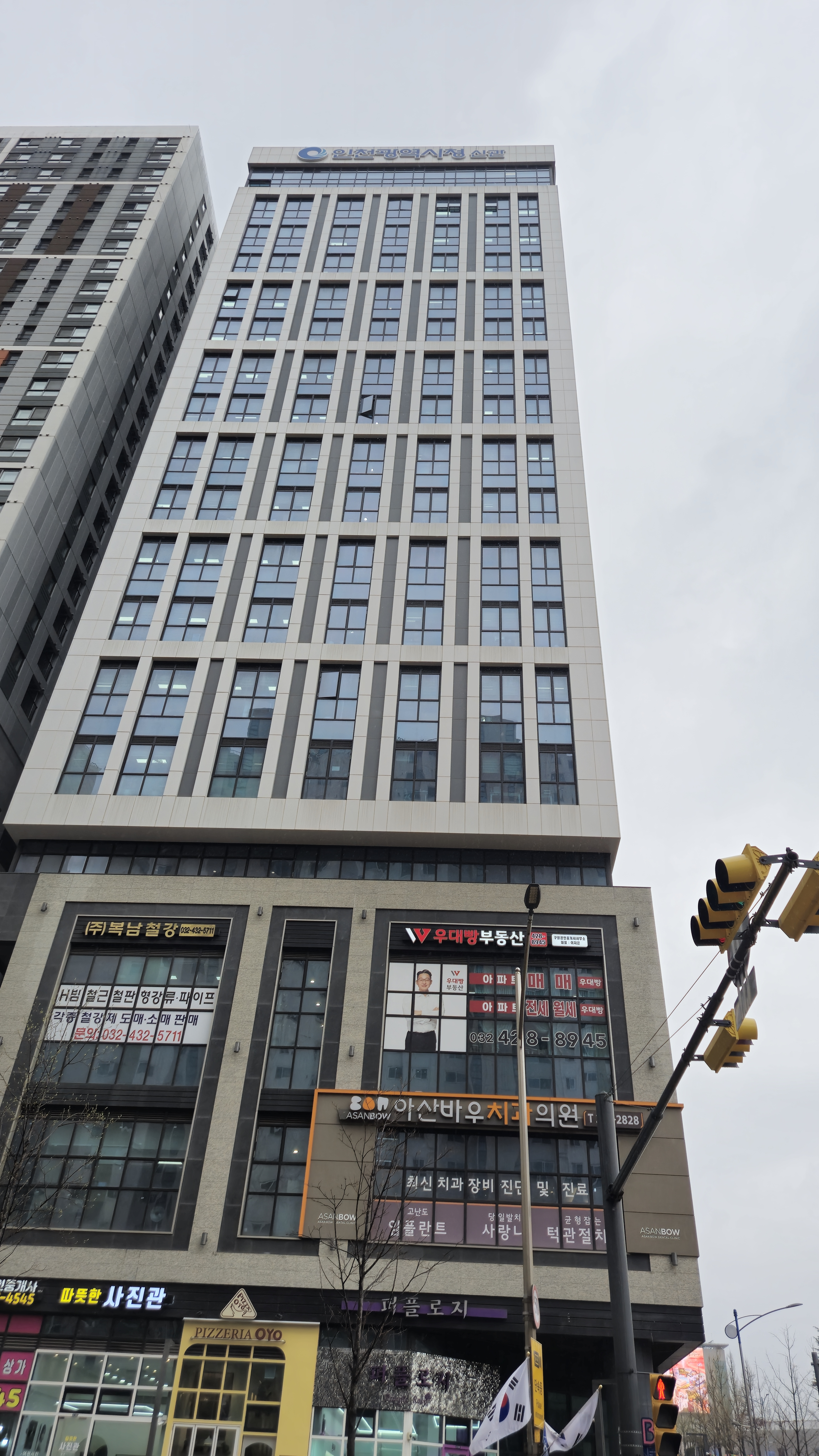
인천광역시청 신관(남동대로 809)
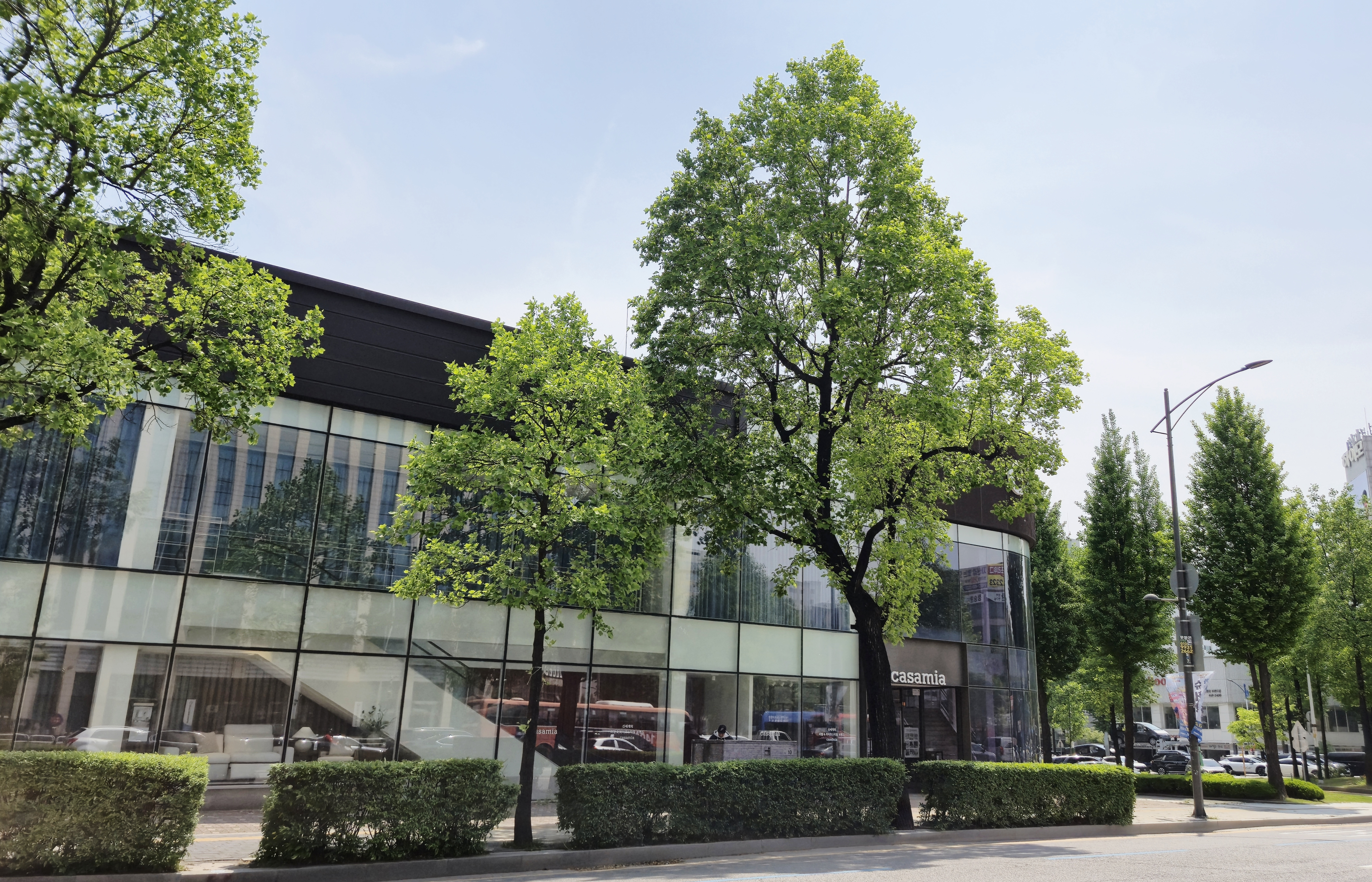
까사미아(Casamia) 구월점

## 같이 보기
- 남동동로
- 남동서로